# Aino Kallasová
Aino Krohnoová Kallasová (2. srpna 1878 Kiiskilä – 9. listopadu 1956 Helsinky) byla finsko-estonská spisovatelka. Psala finsky. Bývá řazena k novoromantimu.

## Život
Narodila se v Karélii (dnes Rusko, tehdy Ruská říše), ve finské rodině. Její otec Julius Krohn byl spisovatelem a finským nacionalistou (příslušníkem fennomanského hnutí), její bratr Kaarle Krohn se stal významným folkloristou, její sestra Helmi Krohnová spisovatelkou. V roce 1900 se provdala za Oskara Kallase, estonského učence, lingvistu, folkloristu a pozdějšího diplomata. Pár žil v Petrohradě a měl pět dětí. V roce 1904 se přestěhovali do Tartu v Estonsku. Kallasová se začala zajímat o historii a kulturu své nové vlasti a vstoupila do společnosti Mladé Estonsko (Noor-Eesti), která vedla kampaň za nezávislost Estonska. Ačkoli psala nadále ve finštině, často se věnovala estonským tématům. V letech 1922 až 1934 žila v Londýně, kde byl její manžel estonským velvyslancem v Británii. Poté, co bylo Estonsko okupováno Sovětským svazem, žila rodina v neutrálním Švédsku. Ve válce Kallasová ztratila dvě ze svých pěti dětí. Roku 1946 zemřel ve Stockholmu i její manžel a ona se pak rozhodla usadit v Helsinkách. Finské občanství získala ovšem až tři roky před smrtí. Je po ní pojmenována Cena Aino Kallasové, která je udělována osobnostem, které významně přispěly k rozvoji estonsko-finských kulturních vztahů.

## Dílo
Literárně debutovala roku 1897 pod pseudonymem Aino Suonio. Opakujícím se tématem v jejích prózách je to, co nazývala „smrtící Erós“, neboli láska v její destruktivní podobě. Zvláště výrazně je toto téma rozvinuto v její trilogii Barbara von Tisenhusen (1923), Reigin Pappi (Pastor z Reigi, 1926) a Sudenmorsian (Vlčí nevěsta, 1928). Zejména poslední próza se stala populární pro své vlkodlačí téma, romantickou atmosféru a archaizující jazyk. Knihu lze ale také číst jako zprávu o psychické chorobě hlavní hrdinky a je předmětem zájmu feminismu, stejně jako některé jiné texty Kallasové pojednávající o výjimečných ženách, které se nechtějí přizpůsobit omezením patriarchální společnosti. Styl trilogie je ovlivněn jejím blízkým přítelem Einem Leinem. Její povídka Imant a jeho matka byla adaptována do opery Mare a její syn (1935) finského skladatele Tauno Pylkkänena. Ceněny jsou i její deníky, které zachycují duchovní atmosféru Evropy na začátku 20. století.